# Face (álbum)
Face (estilizado em letras maiúsculas) é o álbum de estreia do cantor sul-coreano Jimin, do BTS. Lançado em 24 de março de 2023, pela Big Hit Music, é principalmente um disco de pop, hip hop e R&B, com Pdogg, Ghstloop e Evan responsáveis pela produção. Composto por cinco músicas, todas co-escritas por Jimin, e uma instrumental, o álbum foi fortemente inspirado pelo impacto emocional da pandemia de COVID-19 em Jimin como pessoa e artista e aborda "temas de solidão, luta consigo mesmo e encontrar liberdade". Dois singles foram lançados em divulgação à Face: o single principal "Set Me Free Pt. 2" e seu videoclipe precederam o álbum em 17 de março, enquanto um segundo segundo single, "Like Crazy", e seu videoclipe estreou simultaneamente com o lançamento do álbum.
Internamente, Face quebrou recordes de vendas em seu dia de lançamento, vendendo mais de um milhão de cópias, e em sua primeira semana, superando 1.45 milhões de cópias vendidas, fazendo de Jimin o primeiro solista na história da Hanteo a conquistar o feito; o álbum subsequentemente estreou no topo da tabela de álbuns do Circle. No Japão, alcançou a primeira posição das tabelas de álbuns físicos e digitais da Oricon, assim como o topo da tabela Hot Albums da Billboard Japan. Jimin é o primeiro solista a estrear no topo de ambas paradas de álbuns da Oricon em 2023. Nos Estados Unidos, Face estreou na segunda posição da Billboard 200, tornando-se o álbum de solista coreano com a posição mais alta na história da Billboard. Também alcançou o top 10 na Alemanha, Áustria, Bélgica, Canadá, França, Lituânia, Suíça e Nova Zelândia.

## Antecedentes e lançamento
Durante a pandemia de COVID-19, Jimin experimentou dúvidas sobre si mesmo e seu propósito como artista, o que o levou a lutar emocionalmente. Depois de se abrir para seus companheiros de banda do BTS durante a turnê Permission to Dance on Stage em Las Vegas sobre o que ele estava passando, pensando que ele era o único, eles o encorajaram a tentar traduzir seus pensamentos e sentimentos em música, o que serviu como o catalisador para ele começar a trabalhar ativamente em seu álbum solo. Ao retornar à Coreia, Jimin se encontrou com produtores de sua gravadora e o trabalho no projeto começou no início de 2022. Os conselhos de seus companheiros de banda ajudaram o cantor durante a produção, influenciando as decisões sobre a direção que o álbum eventualmente tomaria, o que ele afirmou ser "tranquilizador" para ele. Em uma entrevista com Nikkei Asia, Jimin afirmou que os "dilemas profundos sobre a música" que enfrentou ao longo do processo criativo o fizeram perceber o quanto ele dependia de seus companheiros de banda para certas coisas sentimentos de estar perdido".
Os meios de comunicação coreanos começaram a anunciar a estreia solo oficial de Jimin em janeiro de 2023. Em uma transmissão ao vivo em 10 de fevereiro, Jimin confirmou que estava trabalhando em um álbum e que seria lançado em março. No dia seguinte, o Star News informou que o cantor apareceria em vários programas musicais sul-coreanos na promoção do álbum e apresentaria duas canções. A Big Hit Music anunciou oficialmente o álbum por meio de um aviso do Weverse em 21 de fevereiro. Um vídeo de 35 segundos "apresentando música ambiente e uma série de gotas de água girando na superfície da água que eventualmente formam o título do álbum" veio logo depois. Um cronograma de promoção para o lançamento do álbum foi compartilhado em 22 de fevereiro, e o período de pré-encomenda abriu no mesmo dia.
A lista de faixas foi revelada em 23 de fevereiro de 2023, sendo composto por seis faixas. Jimin é creditado como co-escritor em cinco delas, enquanto o colega de grupo do BTS, RM, é creditado em três: "Face-Off" e nas versões coreana e inglesa de "Like Crazy". Um pequeno vídeo com imagens dos bastidores de Jimin durante o processo criativo do álbum foi publicado no YouTube logo depois. A Big Hit divulgou uma foto em preto e branco de Jimin em uma sala quase vazia - alguns móveis à frente estão envoltos em um pano branco que cobre todo o chão—de costas para a câmera como se estivesse prestes a sair, sua silhueta iluminada pela luz da porta, em 7 de março. Dois conjuntos de fotos conceituais seguiram em 9 e 10 de março, respectivamente. As fotos da versão "Hardware" apresentavam o cantor vestido com uma jaqueta de couro preta olhando diretamente para a câmera, seguido por closes de seu rosto decorado com pontas de prata e tachas em sua testa e maçãs do rosto e um piercing no lábio inferior, então "aparentemente sem camisa" com os picos em cascata na lateral do pescoço e na clavícula. As fotos da versão "Software" contrastavam visualmente com as anteriores, com Jimin apresentando uma "aura mais natural e pura", agora vestido de branco e sentado em um sofá branco na sala da foto de humor. As fotos em close revelaram um punhado de cicatrizes no lado direito de seu rosto.

### Singles
"Set Me Free Pt. 2" foi lançada antes do álbum, em 17 de março de 2023. A canção traz uma semelhança intencional com "Set Me Free" do colega de banda do BTS, Suga, de sua mixtape, D-2 (2020), embora nenhuma das músicas seja realmente conectadas às outras. Em entrevista à Consequence, publicada no dia do lançamento do single, Jimin afirmou que "não estávamos tentando dividir a parte um ou a parte dois. Mas já que minha música fala sobre liberdade e seguir em frente, e a música de Suga fala sobre algumas das histórias que vêm antes, pensei que seria bom vir depois disso". A canção foi escolhida como o primeiro single de Face devido à sua intensidade e ao desejo de Jimin de fazer sua estreia solo "de forma impactante". Consequentemente, o videoclipe acompanha fortemente o aspecto da performance da música e sua "vibração realmente intensa". No vídeo, dirigido por Oui Kim, Jimin atua como a "peça central comandante em uma rotina de coreografia elaborada" que o vê "se movendo pela tela com uma multidão de dançarinos, que atuam em uníssono como a sala pisca em ondas de luz". O cantor descreveu a música como tendo "a energia de um raio de luz entrando na escuridão[...] Se eu tivesse que dizer cores específicas, diria preto e branco". Estreou na 30ª posição da parada de singles do Reino Unido, tornando-se a maior posição alcançada por um solista coreano na história da tabela, quebrando o recorde anterior do colega de grupo J-Hope, que estrou na 37ª posição com "On the Street".
"Like Crazy" foi lançada junto com o álbum, como seu segundo single, em 24 de março. O videoclipe que acompanha a música, também dirigido por Kim, foi inspirado no filme Like Crazy (2011). Jimin é visto sentado sozinho em uma cozinha antes de ser arrastado por uma mão invisível para um clube onde ele bebe e festeja com outros frequentadores do clube, canta a música no banheiro do clube e fica em um longo corredor com uma gosma escura e lamacenta, cascateando pelas paredes. No final do vídeo, ele volta para a cozinha sozinho, com uma das mãos coberta pela gosma, que espalha na frente da câmera. Os remixes "Deep House" e "UK Garage" do single foram lançados em 26 de março. "Like Crazy" estreou na oitava posição da parada de singles do Reino Unido, superando o recorde estabelecido por "Set Me Free Pt. 2", uma semana antes de se tornar o single de maior estreia de um artista solo coreano na história da Official Charts Company; ele é o único membro do BTS a entrar no top 10. Ademais, a canção estrou no topo da Billboard Hot 100, tornando-se o primeiro solista coreano na história da Billboard a conquistar o feito.

### Divulgação
Jimin foi convidado no episódio de 23 de março do The Tonight Show Starring Jimmy Fallon para uma entrevista após o lançamento de Face. No dia seguinte, ele apareceu no canal Hybe Labels na Melon Station em 24 de março para discutir o álbum e outros tópicos com os fãs; a primeira parte do episódio foi ao ar uma hora após o lançamento do álbum, enquanto a segunda parte foi ao ar em 25 de março. Ele também participou de um segmento "Ask Me Anything" no Melon Spotlight; a plataforma também publicou fotos exclusivas do evento. Mais tarde naquela noite, Jimin apareceu no Tonight Show novamente, como onvidado musical do episódio, e fez a estreia na televisão dos Estados Unidos de "Like Crazy".

## Música e letras
[Eu pensei] que estava bem. Eu estava feliz. Eu estava apenas curtindo as coisas. Mas, olhando para trás, percebi que esses não eram os únicos sentimentos [que eu tinha]. Depois de perceber isso, pensei que deveria superar [ esses sentimentos]. Acho que meio que aprendi a me tornar um adulto... Na verdade, não sou bom em rodeios, ou indiretamente dizendo coisas, e isso é o mesmo com minhas letras. Eu apenas escrevi as emoções como eram, exatamente como eu me sentia há dois anos, e as emoções que eu sentia em todas as situações [naquela época] Então, se você apenas ouvir a música, entenderá a letra imediatamente.— Jimin sobre as influências emocionais por trás de Face, Rolling Stone
Tematicamente, Face "mergulha na história de Jimin de enfrentar seu verdadeiro eu e dar um novo salto como artista". Conforme evidenciado no gráfico da programação da promoção, que continha notas como "círculo de ressonância" e "reflexão de mentes vulneráveis e feridas não expostas", o álbum retrata o espectro de emoções que ele experimentou nos últimos anos durante a pandemia. Musicalmente, abrange uma variedade de gêneros, incluindo pop, hip hop e R&B.
A primeira faixa, "Face-Off", é uma canção "intensa e rebelde", trap-soul, sobre "encontrar resiliência após sentimentos de dúvida e decepção" que "tem muita raiva". Ela abre com uma melodia que lembra a música de carnaval, que não tem nenhum significado específico para a música em si, mas foi decidida durante o processo de produção depois que os produtores sugeriram a Jimin que "seria meio paradoxal ou irônico" começar a música em "contraste total com o resto dessas vibrações". "Interlude: Dive", um instrumental "sonhador" que apresenta sons de água e de Jimin falando no palco, vem a seguir. O cantor sentiu que "seria bom ter algo intermediário" para unir "Face-Off" e "Like Crazy" na lista de faixas, então o interlúdio foi criado. Os sons de "falta de ar" e corrida ouvidos na pista são do próprio Jimin correndo, que ele gravou usando seu telefone, pois queria "dar a sensação de que estava perdido e vagando". A terceira faixa, "Like Crazy", é uma música synth-pop inspirada no filme de 2011 de mesmo nome—um dos filmes favoritos de Jimin—que ele descobriu pela primeira vez por meio de um vídeo mashup no YouTube. Em entrevista à Rolling Stone, Jimin afirmou que o filme de repente veio à mente durante as discussões sobre a faixa principal do álbum, pois ele sentiu que "se encaixaria bem com o tipo de música [que queríamos fazer]", então ele o assistiu novamente e então incluiu "diferentes pontos de inspiração" nas letras. O cantor explicou ainda que, embora a música tenha "uma sensação de embriaguez sonhadora" e "uma sensação de felicidade... fora da minha mente". Trechos do diálogo do filme, de "sussurros de amantes carregados", podem ser ouvidos no início e no final da música.
A faixa quatro, "Alone", é uma balada pop de "R&B melancólico" cantada no registro mais baixo de Jimin, que fornece um vislumbre de sua experiência pandêmica. "Cheia de dúvidas, frustrações e medo" e transmitindo um isolamento amargo, a música emprega "efeitos vocais para enfatizar suas representações de curto-circuito emocional". "Set Me Free Pt. 2" relata a "resolução de Jimin de se libertar de várias emoções escondidas dentro dele"—dor, tristeza, vazio—com letras "assertivas" sobre "liberdade e seguir em frente". A música, que também mostra o cantor fazendo rap pela primeira vez, expressa "[as ideias de] determinação, paixão e superação". Possui "trompas altas"; um coral cuja gravação Jimin voou para os Estados Unidos para supervisionar; uma batida "séria", "contundente", "hip hop rápida"; e vocais autoajustados. O álbum fecha com a versão em inglês de "Like Crazy".

## Recepção da crítica
| Críticas profissionais | Críticas profissionais |
| Pontuações agregadas   | Pontuações agregadas   |
| Fonte                  | Avaliação              |
| ---------------------- | ---------------------- |
| Metacritic             | 84/100                 |
| Avaliações da crítica  |                        |
| Fonte                  | Avaliação              |
| AllMusic               | [ 34 ]                 |
| Consequence            | 83/100                 |
| NME                    | [ 36 ]                 |
| Rolling Stone          | 80/100                 |
| The Quietus            | 80/100                 |

Face recebeu críticas geralmente positivas após o lançamento, com os críticos concordando que Jimin conseguiu se diferenciar criativa e estilisticamente de trabalhos anteriores, especialmente aqueles do BTS. Seu total envolvimento no projeto, principalmente na composição, também foi um ponto de elogio. Críticas menores foram direcionadas ao uso de auto-tune no single principal do álbum, bem como à brevidade geral do projeto. No Metacritic, que atribui uma classificação normalizada de 100 para resenhas de publicações profissionais, o álbum recebeu uma pontuação média de 84 com base em cinco resenhas, indicando "aclamação universal".
Rhian Daly, da NME, avaliou Face com quatro estrelas de cinco, descrevendo-o como "um enfrentamento da realidade" que "captura a complexa montanha-russa de emoções que vem com isso". Ela nomeou "Face-Off" e "Alone" como destaques do álbum, mas sentiu que "Set Me Free Pt. 2" foi "uma espécie de falha de ignição" devido às "camadas espessas de auto-tune que vão" além do estilístico e simbólico e torna-se irritante." Daly concluiu que, embora o álbum "pode não ser perfeito ... mesmo em seus erros, ele reflete a turbulência da vida moderna e especialmente dos últimos anos. "Se a missão de Jimin neste disco era expandir-se criativamente e destilar aquela dissonância nessas canções, é algo que ele cumpriu". India Roby, da Nylon, chamou Face de "um grito honesto no vazio"—em comparação com os "sussurros borbulhantes" dos projetos anteriores do cantor—que "descasca as camadas [de Jimin] e revela todo o seu potencial além do selo BTS". "Apesar da melancolia e do caos" presentes no álbum, e da "luta de Jimin com o tormento autoinfligido", Roby opinou que "é, em última análise, um projeto de resiliência e triunfo" que deu a Jimin a oportunidade de mostrar "uma experiência anterior criatividade invisível" enquanto ele "exibe seu desejo de evoluir além do título do BTS" e o deixou "à beira de algo ainda maior por vir".
Em sua crítica para a Rolling Stone, a escritora musical Maura Johnston descreveu Face como um "projeto sinuoso, mas cativante" que marca o primeiro passo de Jimin para "sair de qualquer caixa em que possa ser colocado". Ela escolheu "Like Crazy" como o ponto focal do álbum, pela forma como mostra o "estilo de canto ágil" de Jimin, e "Set Me Free Pt. 2" como a "faixa mais intrigante", com sua "mistura cacofônica de metais sintetizados e efeitos vocais", um "refrão insistente" e a voz de Jimin que "se transforma em um canto de sereia para autolibertação". No geral, Johnston resumiu o projeto como "uma vitrine convincente dos pontos fortes do cantor e dançarino de voz sedosa". Veronica A. Bastardo, da revista de música britânica The Quietus, sentiu que Face foi "bem pensado" apesar da brevidade de seu tempo de execução, comentando que Jimin "apresentou-se como um solista com um som inesperado para sua voz aguda de contratenor" muito diferente das baladas pelas quais ele era particularmente conhecido antes. Ela gostou da "abordagem elegante e levemente sensual do hip-hop pop" do álbum e da maneira como combinou "synthwave lo-fi dos anos 80 e o aspecto mais impressionante de algumas bandas de grime que vão para o gospel, guitarras eletrônicas e distorção para entregar seu declaração", observando o forte foco em "hip hop distorcido e trap". Bastardo encerrou sua crítica dizendo que Face era um "lembrete de que os artistas pop coreanos não são um som quadrado, mas uma maneira de misturar as artes em seus próprios termos".

## Desempenho comercial
De acordo com a Hanteo, Face vendeu 1.021.532 cópias em seu primeiro dia. Jimin tornou-se o primeiro solista na história da tabela a ultrapassar um milhão de vendas no primeiro dia de lançamento e o quarto solista oriundo de um grupo, atrás de Seo Taiji, Baekhyun e o co-membro do BTS, Jin, a ter um álbum com um milhão de cópias vendidas. O álbum vendeu 1.45 milhões de cópias em sua primeira semana, quebrando o recorde de maior primeira semana de vendas, na história da tabela, por um solista; Lim Young-woong anteriormente detinha os dois recordes de venda com seu álbum de estreia, Im Hero (2022), que vendeu 940.000 cópias no primeiro dia e mais de 1.1 milhão na primeira semana. Face deu à Jimin seu primeiro álbum número um na tabela de álbuns da Circle, na semana de 19–25 de março de 2023.
No Japão, o álbum estreou no topo da parada diária de álbuns da Oricon, com 222.120 cópias vendidas no dia de lançamento. Todas as seis faixas estiveram presente na tabela diária de singles digital: "Like Crazy" estreou na primeira posição; "Set Me Free Pt. 2" reentrou no número três; "Face-Off", Like Crazy" (versão em ingês), "Alone", e "Interlude: Dive" estreou nos números quatro a sete, respectivamente. Face subsequentemente alcançou o topo das duas tabelas semanais de álbuns da Oricon, assim como a primeira posição da tabela Hot Albums da Billboard Japan. Na Oricon, Jimin conquistou a maior semana de estreia por um solista em 2023, com mais de 225.000 cópias vendidas no período de 20–26 de março de 2023. Face é o primeiro álbum de um solista a estrear no topo de ambas tabelas em 2023.
Nos Estados Unidos, Face estreou na segunda posição da Billboard 200, fazendo de Jimin o primeiro artista a estrear com uma posição tão alta com um projeto de estreia, desde Sour (2021) de Olivia Rodrigo, que debutou no topo. O álbum conquistou a segundo maior primeira semana de vendas do ano—o terceiro álbum de estúdio de Morgan Wallen, One Thing at a Time, detém a maior semana de vendas de 2023, com 501.000 unidades vendidas na semana de 18 de março—com 164.000 unidades vendidas. Este número compreendeu 124.000 vendas de álbuns puros, marcando a maior semana de vendas para um ato solo e a terceira maior no geral de 2023; 13.500 unidades de álbuns equivalentes a streaming (19.51 milhões de streams oficiais sob demanda de suas canções); e 26.500 unidades de álbum equivalente a faixa (TEA)—derivadas principalmente das vendas combinadas de "Like Crazy"—o maior número de TEA do ano para qualquer álbum e a segunda maior semana de vendas de TEA em geral, atrás apenas de Midnights (2022) de Taylor Swift, que conquistou 34.000 unidades em novembro de 2022. Jimin tornou-se o o solista coreano com a maior posição alcançada na Billboard 200, superando o recorde anterior de RM, que alcançou a terceira posição em dezembro de 2022 com Indigo. O álbum vendeu 20.000 cópias em sua segunda semana.

## Lista de faixas
| Face – Edição digital |                                 |                                                |                     |         |  |
| N.º                   | Título                          | Compositor(es)                                 | Produtor(es)        | Duração |  |
| 1.                    | "Face-Off"                      | Pdogg Ghstloop Jimin Evan RM                   | Pdogg Ghstloop      | 3:49    |  |
| 2.                    | "Interlude: Dive"               | Evan Ghstloop Pdogg                            | Evan Ghstloop Pdogg | 2:10    |  |
| 3.                    | "Like Crazy"                    | Pdogg Blvsh Chris James Ghstloop Jimin RM Evan | Pdogg Ghstloop      | 3:32    |  |
| 4.                    | "Alone"                         | Pdogg Jimin Ghstloop Evan                      | Pdogg               | 3:31    |  |
| 5.                    | "Set Me Free Pt. 2"             | Ghstloop Pdogg Jimin Supreme Boi               | Pdogg Ghstloop      | 3:20    |  |
| 6.                    | "Like Crazy" (Versão em inglês) | Pdogg Blvsh Chris James Ghstloop Jimin RM Evan | Pdogg Ghstloop      | 3:32    |  |
| Duração total:        | Duração total:                  | Duração total:                                 | Duração total:      | 19:54   |  |

| Face – Edição física (faixa escondida) |                 |                           |              |         |  |
| N.º                                    | Título          | Compositor(es)            | Produtor(es) | Duração |  |
| 7.                                     | "Letter" (편지) | Pdogg Jimin Ghstloop Evan | Pdogg        | 3:50    |  |

Notas
- Na edição física do álbum, a versão em inglês de "Like Crazy" é uma faixa de 10 minutos que contém dois minutos e 45 segundos sem som após o término da canção, seguido da faixa escondida "Letter" que começa na marca de 6:13 e conta com vocais de apoio do co-membro do BTS, Jungkook.[57]

## Tabelas musicais
| Tabela musical (2023)                     | Melhor posição |
| ----------------------------------------- | -------------- |
| Alemanha (Offizielle Top 100)             | 7              |
| Áustria (Ö3 Austria)                      | 5              |
| Bélgica (Ultratop Flanders)               | 7              |
| Bélgica (Ultratop Wallonia)               | 3              |
| Canadá (Billboard)                        | 10             |
| Coreia do Sul (Circle)                    | 1              |
| Dinamarca (Hitlisten)                     | 22             |
| Espanha (PROMUSICAE)                      | 22             |
| Estados Unidos (Billboard 200)            | 2              |
| Estados Unidos - World Albums (Billboard) | 1              |
| Finlândia (Suomen virallinen lista)       | 12             |
| França (SNEP)                             | 5              |
| Hungria (MAHASZ)                          | 2              |
| Itália (FIMI)                             | 29             |
| Japão (Oricon)                            | 1              |
| Japão - Combined Albums (Oricon)          | 1              |
| Japão - Hot Albums (Billboard Japan)      | 1              |
| Lituânia (AGATA)                          | 3              |
| Nova Zelândia (RMNZ)                      | 8              |
| Países Baixos (Album Top 100)             | 35             |
| Polónia (ZPAV)                            | 3              |
| Portugal (AFP)                            | 35             |
| Reino Unido - UK Album Downloads (OCC)    | 29             |
| Suécia (Sverigetopplistan)                | 55             |
| Suíça (Schweizer Hitparade)               | 6              |

| Tabela musical (2023)  | Melhor posição |
| ---------------------- | -------------- |
| Coreia do Sul (Circle) | 2              |
| Japão (Oricon)         | 2              |

## Certificações
| Região       | Certificação | Unidades/vendas |
| ------------ | ------------ | --------------- |
| Japão (RIAJ) | Platina      | 250.000         |